# Meixian Airport
Meixian Airport är en flygplats i Kina. Den ligger i provinsen Guangdong, i den södra delen av landet, omkring 320 kilometer nordost om provinshuvudstaden Guangzhou.
Runt Meixian Airport är det tätbefolkat, med 659 invånare per kvadratkilometer. Närmaste större samhälle är Meixian, 9,8 km sydväst om Meixian Airport. I omgivningarna runt Meixian Airport växer huvudsakligen savannskog.
Genomsnittlig årsnederbörd är 2 004 millimeter. Den regnigaste månaden är maj, med i genomsnitt 420 mm nederbörd, och den torraste är oktober, med 23 mm nederbörd.